# Trois Bassins FC
El Trois Bassins Football Club es un equipo de fútbol de Reunión que actualmente milita en la Primera División de Reunión.

## Historia
El club fue fundado en el año de 1993 y en el de 1999 debutó en la Segunda División de Reunión que duró hasta 2007 cuando logra el ascenso histórica la Primera División de Reunión en el 2008.
Hasta el 2021 lograría su mejor puesto terminando 7° de la tabla general de la temporada.